# Стефанка Иванова
Стефанка Иванова е българска археоложка, доцент.

## Биография
Завършва Философско-историческия факултет на Софийския университет „Климент Охридски“. Защитава докторска дисертация в Археологическия факултет на Ягелонския университет в Краков (Полша) на тема „Диференциране на среднопалеолитните култури на Балканския полуостров“. От 1980 г. работи в секция „Праистория“ на Националния археологически институт с музей на БАН.

## Научна дейност
Участва в археологическите проучвания на редица палеолитни обекти: пещерите Бачо Киро, Темната дупка, Скандална, Деветашката пещера, Козарника и на находища на открито на територията на областите Варненска, Ловешка, Плевенска и др.
Повече от 20 години проучва палеолита при обекти на територията на Западните Родопи – Чучура, Трансформатора, Кременете, Широка поляна и др.
Участва в археологически проучвания на палеолитни и раннохолоценски обекти във Виетнам.
През 2006 г. доц. Иванова изразява несъгласие с начина, по който проф. Николай Овчаров ръководи разкопките на обектите Перперек (Перперикон) и Татул (Кая башъ), което предизвиква скандал сред археологическата гилдия.

## Научни публикации
Автор и съавтор е на редица публикации, между които са монографичната поредица „Temnata Cave – Excavation in Karlukovo Karst Area“, „Excavation in Bacho Kiro Cave, Bulgaria“, „Chronology and Culture of Paleolithic“, „Charakter und Probleme der Untersuchungen der fruehesten Kulturen im Rodopen“, „Problems of the Stone Age in the Old World“, „Raw materials exploitation strategy on the territory of Bulgaria during Early Paleolithic period“.
В началото на 2017 г. излиза пълното ѝ изследване на светилищата и средищата, датиращи от новокаменната и каменно-медната епоха на територията на Източните Родопи „Скални мистерии. Проучвания в Източните Родопи“ на български и на английски език.